# Dicastero per i testi legislativi
Il Dicastero per i testi legislativi (in latino Dicasterium de legum textibus) è uno dei 16 dicasteri della Curia romana.

## Storia
Deriva le sue funzioni dalla "Pontificia commissione per l'interpretazione autentica del Codice di diritto canonico", istituita da Benedetto XV nel 1917 con il motu proprio Cum iuris canonici, in seguito all'entrata in vigore del primo Codice di diritto canonico nella storia della Chiesa. Questa commissione è durata fino all'istituzione della "Pontificia commissione per la revisione del Codice di diritto canonico", costituita da Giovanni XXIII nel 1963 per lavorare a una nuova stesura del codice. Dopo il concilio Vaticano II, papa Paolo VI istituì nel 1967 la "Pontificia commissione per l'interpretazione dei decreti del concilio Vaticano II", la cui competenza era stata successivamente estesa all'interpretazione dei documenti emanati dalla Santa Sede per l'esecuzione dei decreti del concilio.
Giovanni Paolo II nel 1984 istituì la "Pontificia commissione per l'interpretazione autentica del Codice di diritto canonico", il cui compito era di interpretare i canoni del nuovo Codice di Diritto Canonico promulgato il 25 gennaio 1983. Con l'istituzione di questo nuovo organo hanno cessato di esistere le precedenti due commissioni. Con la costituzione apostolica Pastor Bonus del 28 giugno 1988, la commissione è stata trasformata in pontificio consiglio assumendo la denominazione di "Pontificio consiglio per i testi legislativi".
Con la costituzione apostolica Praedicate evangelium del 19 marzo 2022 ha assunto l'attuale denominazione.

## Competenza
L'ambito di competenza del dicastero è definito dagli articoli 175-182 della Praedicate evangelium, che elenca:
- promuovere la diffusione, la conoscenza e lo studio del Codice di diritto canonico e del Codice dei canoni delle Chiese orientali;
- formulare l'interpretazione autentica delle leggi della Chiesa cattolica;
- l'aiuto agli altri dicasteri romani affinché i decreti generali esecutivi e le istruzioni siano conformi alle norme del diritto vigente;
- esaminare la presenza di lacune nella legislazione ecclesiastica;
- la revisione dei decreti generali degli organismi episcopali;
- a richiesta degli interessati, la decisione se le leggi particolari ed i decreti generali, emanati da legislatori al di sotto della suprema autorità, siano conformi alle leggi universali della Chiesa.

## Cronotassi

### Prefetti
Dal 1917 al 2022 con il titolo di presidente, dal 2022 ad oggi con il titolo di prefetto.
Pontificia commissione per l'interpretazione autentica del Codice di diritto canonico
- Cardinale Pietro Gasparri † (18 ottobre 1917 - 18 novembre 1934 ritirato)
- Cardinale Luigi Sincero † (12 dicembre 1934 - 7 febbraio 1936 deceduto)
- Cardinale Giulio Serafini † (1936 - 16 luglio 1938 deceduto)
- Cardinale Massimo Massimi † (14 marzo 1939 - 29 maggio 1946 nominato prefetto del Supremo tribunale della Segnatura apostolica)
- Cardinale Giuseppe Bruno † (20 marzo 1954 - 10 novembre 1954 deceduto)
- Cardinale Pietro Ciriaci † (31 maggio 1955 - 28 marzo 1963 divenuto presidente della Pontificia commissione per la revisione del Codice di diritto canonico)

Pontificia commissione per la revisione del Codice di diritto canonico
- Cardinale Pietro Ciriaci † (28 marzo 1963 - 30 dicembre 1966 deceduto)
- Cardinale Pericle Felici † (21 febbraio 1967 - 22 marzo 1982 deceduto)

Pontificia commissione per l'interpretazione dei decreti del concilio Vaticano II
- Cardinale Amleto Giovanni Cicognani † (7 dicembre 1965 - 21 febbraio 1967 dimesso)
- Cardinale Pericle Felici † (21 febbraio 1967 - 22 marzo 1982 deceduto)

Pontificia commissione per l'interpretazione autentica del Codice di diritto canonico
- Arcivescovo Rosalio José Castillo Lara, S.D.B. † (22 maggio 1982 - 27 maggio 1985 nominato presidente del medesimo dicastero) (pro-presidente)

- Cardinale Rosalio José Castillo Lara, S.D.B. † (27 maggio 1985 - 28 giugno 1988 divenuto presidente del pontificio consiglio per l'interpretazione dei testi legislativi)

Pontificio consiglio per i testi legislativi
- Cardinale Rosalio José Castillo Lara, S.D.B. † (28 giugno 1988 - 6 dicembre 1989 nominato presidente dell'Amministrazione del patrimonio della Sede Apostolica)
- Cardinale Vincenzo Fagiolo † (15 dicembre 1990 - 19 dicembre 1994 ritirato)
- Cardinale Julián Herranz Casado (19 dicembre 1994 - 15 febbraio 2007 ritirato)
- Cardinale Francesco Coccopalmerio (15 febbraio 2007 - 7 aprile 2018 ritirato)
- Arcivescovo Filippo Iannone, O.Carm., (7 aprile 2018 - 5 giugno 2022 divenuto prefetto del medesimo dicastero)

Dicastero per i testi legislativi
- Arcivescovo Filippo Iannone, O.Carm., dal 5 giugno 2022

### Vicepresidenti
- Arcivescovo Bruno Bertagna † (15 febbraio 2007 - 12 ottobre 2010 ritirato)

### Segretari
- Monsignore Luigi Sincero † (1917 - 1923 nominato pro-segretario della Congregazione per le Chiese orientali)
- Monsignore Giuseppe Bruno † (14 febbraio 1924 - 22 febbraio 1946)
- Arcivescovo Gabriel Acacius Coussa, B.A. † (3 marzo 1946 - 4 agosto 1961 nominato pro-segretario della Congregazione per le Chiese orientali)
- Presbitero Giacomo Violardo † (2 aprile 1962 - 26 gennaio 1965 nominato segretario della Congregazione per la disciplina dei sacramenti)
- Presbitero Raimondo Bidagor, S.I. † (1965 - 1973 dimesso)
- Vescovo Rosalio José Castillo Lara, S.D.B. † (12 febbraio 1975 - 5 ottobre 1981 nominato presidente della Commissione disciplinare della Curia romana)
- Arcivescovo Julián Herranz Casado (1983 - 19 dicembre 1994 nominato presidente del medesimo dicastero)
- Vescovo Bruno Bertagna † (19 dicembre 1994 - 15 febbraio 2007 nominato vicepresidente del medesimo dicastero)
- Vescovo Juan Ignacio Arrieta Ochoa de Chinchetru, dal 15 febbraio 2007

### Segretari aggiunti
- Monsignore Willy Onclin † (1965 - 1983 dimesso)
- Vescovo Umberto Tramma † (25 marzo 1999 - 1º novembre 2000 deceduto)
- Arcivescovo Filippo Iannone, O.Carm. (11 novembre 2017 - 7 aprile 2018 nominato presidente del medesimo dicastero)

### Sottosegretari
- Presbitero Mariano De Nicolò † (1984 - 8 luglio 1989 nominato vescovo di San Marino-Montefeltro e di Rimini)
- Presbitero Ivan Zuzek, S.I. † (1990 - 1995 dimesso)
- Presbitero Marino Maccarelli, O.S.M. † (1995 - 1999 dimesso)
- Monsignore Mario Marchesi (1999 - 2002 dimesso)
- Monsignore Bernard Anthony Hebda (1º marzo 2003 - 7 ottobre 2009 nominato vescovo di Gaylord)
- Monsignore José Aparecido Gonçalves de Almeida (14 giugno 2010 - 8 maggio 2013 nominato vescovo ausiliare di Brasilia)
- Monsignore Markus Graulich, S.D.B. (22 maggio 2014 - 7 agosto 2024 cessato)
- Monsignore Tuomo T. Vimpari, dal 7 agosto 2024